# Ischnotoma (Ischnotoma) fuscostigmosa
Ischnotoma (Ischnotoma) fuscostigmosa is een tweevleugelige uit de familie langpootmuggen (Tipulidae). De soort komt voor in het Neotropisch gebied.